# Vitvingad blåskata
Vitvingad blåskata (Urocissa whiteheadi) är en fågel i familjen kråkfåglar inom ordningen tättingar.

## Utseende och läte
Vitvingad blåskata är en udda kråkfågel med stora vita fläckar på vingarna och kraftigt avsmalnad stjärt. Fjäderdräkten är trots namnet övervägande brun, ej blå, med kraftig orangefärgad näbb och ljus buk. Lätet är ett hest och rullande skri. 

## Utbredning och systematik
Vitvingad blåskata delas in i två underarter:
- Urocissa whiteheadi xanthomelana – förekommer i bergen från Kina till centrala Laos och norra Vietnam.
- Urocissa whiteheadi whiteheadi – förekommer i bergen på Hainan (södra Kina).

Sedan 2016 urskiljer Birdlife International och naturvårdsunionen IUCN xanthomelana som en egen art. 

## Levnadssätt
Vitvingad blåskata förekommer i skogsområden, där den ses i artrena flockar. Olikt andra blåskator påträffas den inte regelbundet i parker och trädgårdar.

## Status
IUCN bedömer hotstatus för underarterna (eller arterna) var för sig, xanthomelana som nära hotad och whiteheadi i begränsad mening som starkt hotad.